# Теорема Гробмана — Гартмана
У теорії динамічних систем, теорема Гробмана — Гартмана стверджує, що в околі гіперболічної нерухомої точки поведінка динамічної системи з точністю до неперервної заміни координат збігається з поведінкою її лінеаризації. Названо на честь радянського математика Д. Гробмана та американського математика Ф. Гартмана, які, незалежно один від одного, отримали цей результат.

## Формулювання
| Нехай p — гіперболічна нерухома точка дифеоморфізму {\displaystyle f}, а {\displaystyle L:\mathbb {R} ^{n}\to \mathbb {R} ^{n}} — лінейна частина відображення {\displaystyle f} у точці {\displaystyle p}, записана в локальних координатах. Тоді знайдуться околи {\displaystyle U} точки {\displaystyle p} і {\displaystyle V} точки 0 й гомеоморфізм {\displaystyle h:(U\cup f(U))\to (V\cup L(V)),} що {\displaystyle h\circ f=L\circ h} на {\displaystyle U}. |